# Jüdischer Verlag
Jüdischer Verlag est une maison d'édition allemande consacrée à la culture juive dans les pays germanophones.

## Biographie
Jüdische Verlag est fondé peu avant le cinquième Congrès sioniste, tenu à Bâle du 26 au 30 décembre 1901 par un groupe composé de Martin Buber, Chaim Weizmann, Ephraim Moses Lilien, Berthold Feiwel et Davis Trietsch. L'enregistrement de la forme juridique sous la forme d'une GmbH se fait en octobre 1902 au registre du commerce de Berlin. Berthold Feiwel dirige la maison jusqu'en 1907.
En 1920, Siegmund Kaznelson reprend la gestion et Martin Buber la ligne éditoriale. Elle publie les œuvres d'Ahad Ha'Am, Haïm Nahman Bialik, Simon Dubnow, Theodor Herzl, Theodor Lessing, Max Nordau, Arthur Ruppin, les cinquante volumes du Jüdisches Lexikon, la traduction allemande du Talmud par Lazarus Goldschmidt.
Après la prise du pouvoir du nazisme en 1933, la maison d'édition continue de travailler malgré de grandes difficultés jusqu'à l'émigration de Kaznelson en 1937 puis est interdite en 1938.
En 1958, la maison d'édition est recréée à Berlin. En 1978, elle est reprise par Athenäum Verlag et en devient une filiale. En 1990, Suhrkamp Verlag reprend 51 % des actions. La maison d'édition juive partage son siège avec Suhrkamp à Berlin-Prenzlauer Berg.